# 24119 Katherinrose
24119 Katherinrose è un asteroide della fascia principale. Scoperto nel 1999, presenta un'orbita caratterizzata da un semiasse maggiore pari a 2,3354687 UA e da un'eccentricità di 0,1216407, inclinata di 3,96473° rispetto all'eclittica.